# Podrenta
Podrenta – część wsi Kraszewice, położona w województwa wielkopolskiego, w powiecie ostrzeszowskim, w gminie Kraszewice.